# 安藤高弘
安藤 高弘（あんどう たかひろ、1961年 - ） は、日本の作曲家、編曲家。東京都出身。act waii所属。

## アニメ

### 作曲
- アイドル天使ようこそようこ BGM担当
- キャプテン翼
  - Burning Soul
  - Keep on Going
- お兄ちゃんだけど愛さえあれば関係ないよねっ BGM担当

### 編曲
- CANAAN
  - チャイナ気分でハイテンション!
- D.C.II 〜ダ・カーポII〜
  - Rainbow Banana
  - 綺麗な記憶
- FF：U 〜ファイナルファンタジー:アンリミテッド〜
  - Over the FANTASY
- NEEDLESS
  - デラックスに好きして
  - ニュー☆シネマ気分☆パラダイス
  - 夏・ロマンス通りにて
- あかね色に染まる坂
  - Make a miracle!
- キディ・ガーランド
  - マジカルさくらちゃん
  - 夢でもいいさ
- キミキス pure rouge
  - センチメンタル・スクール
  - 微笑みdolcissimo
- ギャラクシーエンジェる〜ん
  - Go!Go!ルーンエンジャー
  - メリーゴーランド宇宙
  - 宇宙で恋は☆るるんルーン
- ケロロ軍曹
  - だいじょうぶスッポンポン・フレンド
  - ケロロ基準でRock'n'roll
- けんぷファー
  - ワンウェイ両想い
- サムライガン
  - ずっと...一緒
- さよなら絶望先生
  - MISS UNIVERSE(S)
- 祝福のカンパネラ
  - 清らかな誓い
- すもももももも 〜地上最強のヨメ〜
  - 実力あいあい
- ながされて藍蘭島
  - Days
- バカとテストと召喚獣
  - B.C.O
- ひだまりスケッチシリーズ
  - ?でわっしょい
  - スケッチスイッチ
  - できるかなって☆☆☆
  - ひだまり・ひだまれ・ひだまりるん
  - ゆめデリバリー
  - 青春も学舎も幾年月
- もえたん
  - いやたん・らぶたん
  - 魔法少女マジカルたん!
- ゆとりちゃん
  - ゆとりのゆとり
- らき☆すた
  - も、妄想マシーン。
- れでぃ×ばと!
  - LOVE × HEAVEN
- 機動天使エンジェリックレイヤー
  - My FAVORITE
- 喰霊-零-
  - Basic mission［about love］
- 探偵オペラ ミルキィホームズ
  - ライバル捜査線☆
- 咲-Saki-
  - Angel zone
  - bloooomin'
  - Eternal Wind
  - 熱烈歓迎わんだーらんど
- 天上天下
  - 愛してねもっと
- 涼宮ハルヒの憂鬱
  - YURA-YURA-DREAMER
  - ハレ晴レユカイ
  - ヘンですコワイですっ
  - 最強パレパレード
  - 止マレ!
  - 潜在的太陽の証明

### 作編曲
- キャプテン翼
  - BEAST AND SHOUT
  - Take your wings
- ぱにょぱにょデ・ジ・キャラット
  - HAPPY! SMILE! HELLO!
  - 情熱のPARADISE
- 奥様は女子高生
  - 愛の子猫
- 機動天使エンジェリックレイヤー
  - Be My Angel
  - Angelic Child
  - Secret Entry
  - 君だけのWizard

## その他

### 編曲
- ラブライブ!
  - 恋のシグナル Rin rin rin!

### 作編曲
- ソルフェージュ (ゲーム)
  - friendliness!(NGTA名義)

## 楽曲提供

### 作曲
- 我妻佳代「Seキララで行こう!」「チャイナタウン」「U.S.Sunrise」「ピーターのTOKONATSU」
- 小沢なつき「不思議Liberty」
- 川越美和「天使とYu－Waku」
- 宍戸留美「ナクヨアイドル平成2年」
- BEREEVE「君から目を離せない（石川寛門と共同）」
- 森恵「霧の肖像」